# Johann Jakob Widmann

Zeitgenössische Beschreibung Widmanns

Zeitgenössische Beschreibung Widmanns

Johann Jakob Widmann (* 30. Januar 1799 in Heilbronn; † 1876 in den Vereinigten Staaten) gilt als Begründer der deutschen Papiermaschinenindustrie. Von 1830 bis 1850 hat er mehr als 50 Papiermaschinen eigener Bauart gebaut, die in ganz Europa aufgestellt wurden. Außerdem wurde sein Baumuster auch erfolgreich von anderen kopiert. Widmann gründete die Widmann’sche Papiermaschinenfabrik im später nach ihm benannten Widmannstal in Neckargartach. Er wanderte nach dem wirtschaftlichen Niedergang seiner Fabrik 1849 nach Amerika aus.

## Geschichte

### Kindheit, Jugend und Heirat
Johann Jakob Widmann wurde als Sohn des Johann Friedrich Widmann geboren, der von Beruf Holz- und Beindreher war. Der Junge soll seit dem Alter von neun Jahren bereits kleine Wassermühlen und Wasserräder gebaut haben und erlernte wie sein Vater den Drechslerberuf. 1820 ging der junge Widmann auf Wanderschaft, die ihn 1822 bis nach Prag führte, bevor er aufgrund der Krankheit des Vaters zurück in seine Geburtsstadt kam, wo er den elterlichen Betrieb und die Versorgung der Familie übernahm. Für seine Heirat mit Katharina Louise Nothwang (einer Metzgerstochter aus Heilbronn) am 8. Juni 1823 bekam Widmann mangels Vollendung des 25. Lebensjahrs die Einwilligung des Gemeinderats.

### Heilbronner Maschine (1825–1829)
Bereits früh drängte es ihn zu Aufgaben jenseits des Drechslerhandwerks. Für die Silberwarenfabrik Bruckmann übernahm er verschiedenste Aufgaben, unter anderem Vorarbeiten für Prägestempel württembergischer Münzen. Im Jahre 1825 wurde er wegen der Herstellung von Ersatzteilen für die bei den Gebrüdern von Rauch in Heilbronn aufgestellte erste englische Papiermaschine in Südwestdeutschland konsultiert. Ab diesem Auftrag beschäftigte er sich nachdrücklich mit der Konstruktion einer Papiermaschine eigener Bauweise, der so genannten Heilbronner Maschine zur automatischen Abschöpfung von Papier in Papiermühlen. Gegenüber bisherigen Maschinen zeichnete sich diese Papiermaschine durch eine zweite Nasspresse, zwei Trockenzylinder (einem kleineren Vortrocken- und einem größeren Haupttrockenzylinder) und einem 4-Walzenglättwerk aus. Als Geldgeber für den Bau der Maschine fand sich der Papierfabrikant Gustav Schaeuffelen, der die Maschine 1829 in seinem Betrieb zur Papierproduktion einsetzte. Allerdings vergaß Widmann, seine Heilbronner Maschine zum Patent anzumelden, wodurch Schaeuffelen später die Widmann’sche Maschine kopieren konnte.

### Wirken in Heidenheim (1830–1831)
In den Jahren 1830 und 1831 war Widmann in Heidenheim. Gemeinsam mit dem Schlossermeister Johann Matthäus Voith baute er für die Papiermühle Rau und Voelter eine Papiermaschine, die 1,30 m breit war. Danach entstand eine weitere Maschine für den Ravensburger Papierfabrikanten Brielmaier. Schlossermeister Voith eröffnete 1837 eine eigene Papiermaschinenfabrik Voith in Heidenheim, die Maschinen nach Widmanns Baumuster herstellte.

### Wirken in Heilbronn (1832–1840)
Zurück in Heilbronn erhielt Widmann zunächst den Auftrag für eine zweite Maschine für Schaeuffelen, Aufträge aus verschiedenen europäischen Regionen (u. a. Schlesien, Steiermark, Böhmen, Niederlande, Galizien) schlossen sich an. Zur Gründung einer eigenen Fabrik erhielt er ein Grundstück an der Sülmermühlstraße, nördlich außerhalb der Stadtmauern Heilbronns (heute: Ecke Turmstraße/Allee). Der Standort war in doppelter Hinsicht ungünstig, da er nicht am Neckar und damit an der benötigten Wasserkraft lag und da sich bereits die Ausdehnung der Stadt Heilbronn über ihre mittelalterlichen Stadtmauern hinaus abzeichnete und Widmann das Gelände nur mit strengen Auflagen auf jederzeitigen Abbruch zur Durchführung von städtebaulichen Maßnahmen erhielt. Der Betrieb scheint ursprünglich nur im Wohnhaus stattgefunden zu haben. 1835 wurde ein Gießherd vom Wohnhaus in eine angebaute Werkstatt verlegt. Auf der Enge des Grundstücks arbeiteten mindestens 20 Personen, womit Widmann damals einen mit Krupp (11 Beschäftigte) und Kamp (50 Beschäftigte) vergleichbaren Betrieb hatte. Als Antrieb der Maschinen diente ein Pferdegöpel. Am 17. November 1837 erlangte Widmann, der ursprünglich ja Dreher war, auch formell die Konzession zum Betrieb einer Maschinenfabrik. Gleichwohl hatte er weiter mit Auflagen und Behördenstreitigkeiten zu kämpfen. Gegen ein Projekt am Heilbronner Kleinäulein, wo Widmann einen Wasserantrieb mit Kanal und einen Kupolofen für die Metallschmelzerei und für die Produktion von Gusseisen einrichten wollte, erhoben der Papierfabrikant Schaeuffelen, der Pächter der Naturbleiche C. B. Bläß und der Kaufmann Karl David Metz Einspruch. Gleichzeitig trat Schaeuffelen mit der Produktion von Maschinen Widmannscher Bauart als direkter Konkurrent auf den Plan.

### Neckargartacher Papierfabrik (1840–1849)
Widmann wandte sich vom ungünstigen Heilbronner Standort ab und erwarb im nahen Leintal zwischen Neckargartach und Frankenbach ein Gelände am Fluss, wo er die Widmann’sche Papiermaschinenfabrik mit Papierfabrik, Dreherei, Gießerei, Brunnenstube und Wohnhaus erbaute. Zur Finanzierung musste er bei einem Heilbronner Handelshaus ein Darlehen in Höhe von 36.000 Gulden aufnehmen. Das Unternehmen war in den ersten vier Jahren sehr erfolgreich und beschäftigte bald 50 bis 80 Arbeiter. 1844 wurde ihm ein weiteres Darlehen in Höhe von 50.000 Gulden seitens der württembergischen Hofbank zugesagt.

### Insolvenz und Emigration (1849)
Im Hungerjahr 1846 und während der Unruhen der Jahre 1848/49 kam die Wirtschaft zeitweilig zum Erliegen. 1849 zog der Heilbronner Geldgeber sein Darlehen zurück. Widmann gelang es auch nicht, das zugesagte württembergische Darlehen zu erwirken. Dies führte zur Insolvenz und Zwangsversteigerung des Anwesens im Jahre 1849. Die Fabrik wurde für 30.000 Gulden (und damit nicht einmal zu einem Drittel ihres Schätzwertes von 110.000 Gulden) versteigert und noch eine Zeit als reine Papierfabrik weitergeführt.
Widmann emigrierte am 22. August 1849 mit seiner ältesten Tochter und seinem ältesten Sohn in die USA. Er erhoffte sich, dort zu Geld zu gelangen, mit dem er den Betrieb zurückkaufen könne. Nach 16 Monaten erreichte ein 1851 in San Francisco verschickter Brief von ihm seine wartende Familie, aus dem hervorging, dass Widmann krank geworden sei und nicht habe Fuß fassen können. Im Jahre 1852 folgte ihm seine Frau mit den übrigen neun Kindern nach Amerika. Widmann starb 1876 in den Vereinigten Staaten.

Zeitgenössische Bittschrift der Ehefrau Widmanns an den König von Württemberg 1851
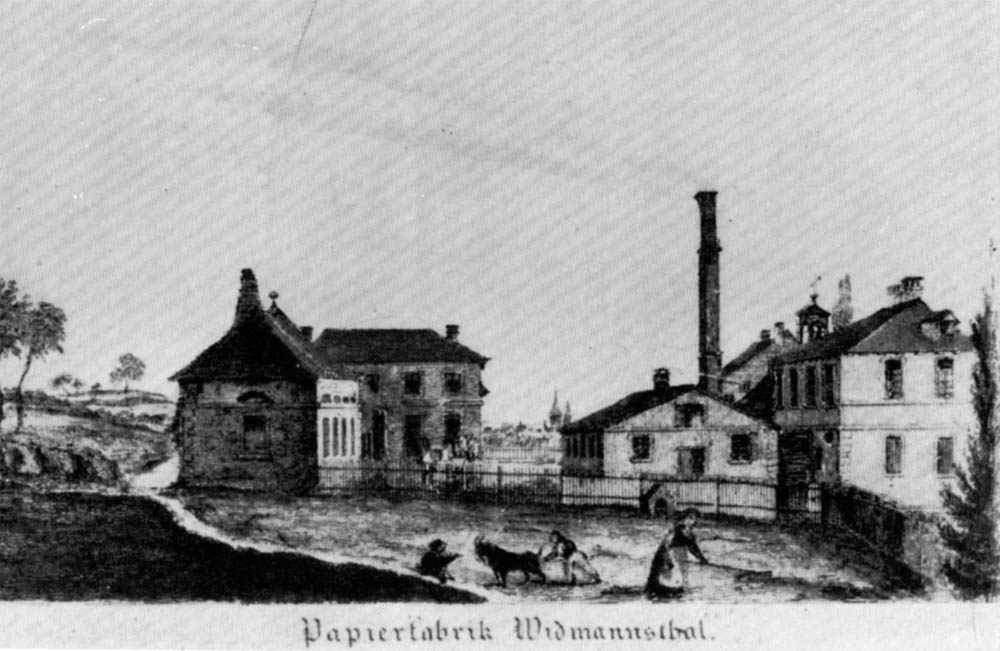
Widmann’sche Papiermaschinenfabrik Neckargartach

## Würdigung
Das Widmannstal in Neckargartach ist bis heute nach Johann Jakob Widmann benannt. Auch die Heilbronner Johann-Jakob-Widmann-Schule trägt heute den Namen des Industriepioniers.